# Pietre runiche di Risbyle

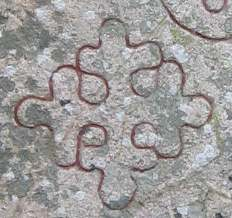
La croce orientale, oggi stemma del comune di Täby.

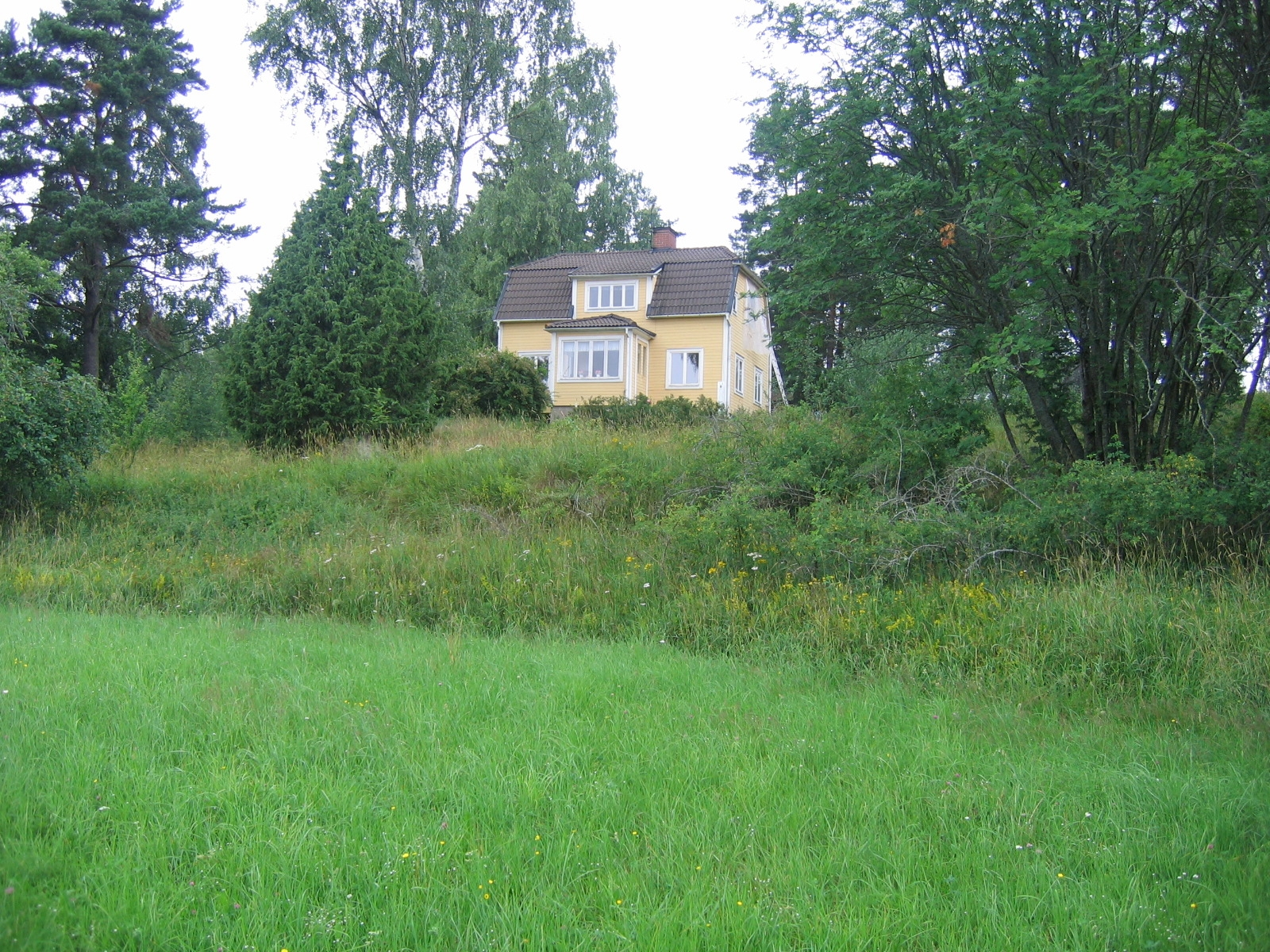
La proprietà Risbyle si affaccia sulle pietre runiche.

Le Pietre runiche di Risbyle sono delle pietre runiche rinvenute sulla sponda occidentale del lago Vallentunasjön in Uppland, Svezia. Furono incise in norreno, utilizzando rune appartenenti al fuþark antico, nei primi anni dell'XI secolo dal vichingo Ulf di Borresta (Báristaðir), il quale partecipò per tre volte ad un danegeld in Inghilterra ed eresse la pietra runica U 336 del gruppo delle pietre runiche di Orkesta. Le pietre furono erette in memoria del parete acquisito per matrimonio di Ulf, tale Ulfr di Skolhamarr (Skålhammar).
Una delle pietre fu scolpita con la figura della croce orientale, il che dimostra l'influenza bizantina in Svezia al tempo del ritorno dei Variaghi da Costantinopoli ove servirono l'imperatore. La croce, oggi, è lo stemma del comune di Täby. Il clan dei Skålhamra che commissionò le pietre runiche a Ulf di Borresta, eresse anche l'Arkils tingstad, la pietra runica U 100 e un percorso dentro il bosco.

## U 160

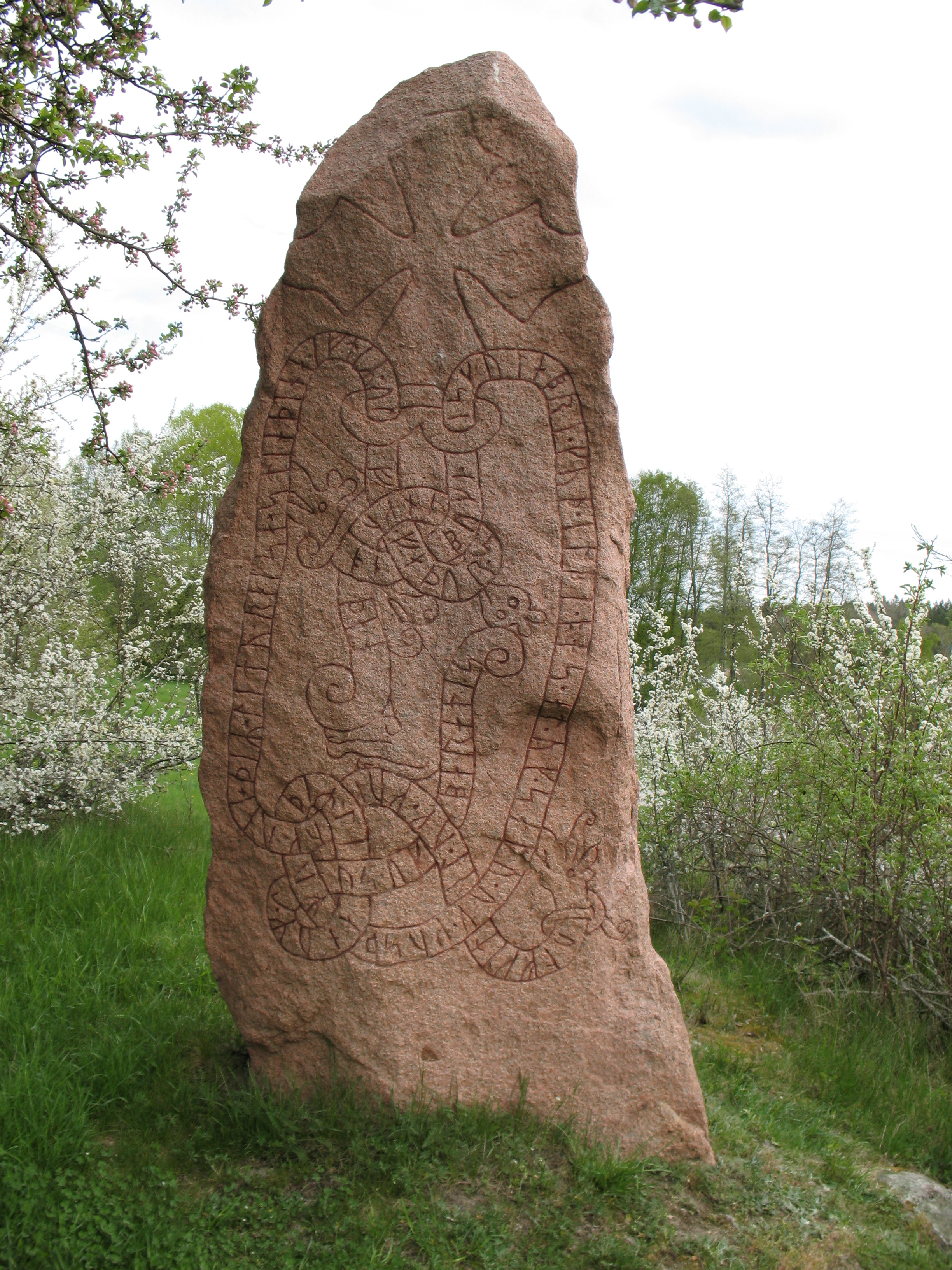
U 160.

Questa pietra runica fu eretta dopo la morte di Ulfr di Skolhamarr dai suoi figli Ulfke(ti)ll, Gýi e Un(n)i. 

### Traslitterazione in caratteri latini
ulfkitil * uk * kui uk + uni + þiR × litu * rhisa × stin þina * iftiR * ulf * faþur * sin * kuþan on * buki * i skul(o)bri * kuþ * ilbi * ons * at * uk * salu * uk * kusþ muþiR * li anum lus * uk baratis

### Trascrizione in norreno
Ulfkætill ok Gyi ok Uni/Unni þæiR letu ræisa stæin þenna æftiR Ulf, faður sinn goðan. Hann byggi i Skulhambri. Guð hialpi hans and ok salu ok Guðs moðiR, le hanum lius ok paradis.

### Traduzione in italiano
Ulfketil e Gýi e Uni/Unni, essi eressero questa pietra in memoria di Ulfr, loro buon padre. Ha vissuto in Skolhamarr. Possa Dio e la madre di Dio aiutare il suo spirito e la sua anima; possano concedergli la pace e il paradiso.

## U 161

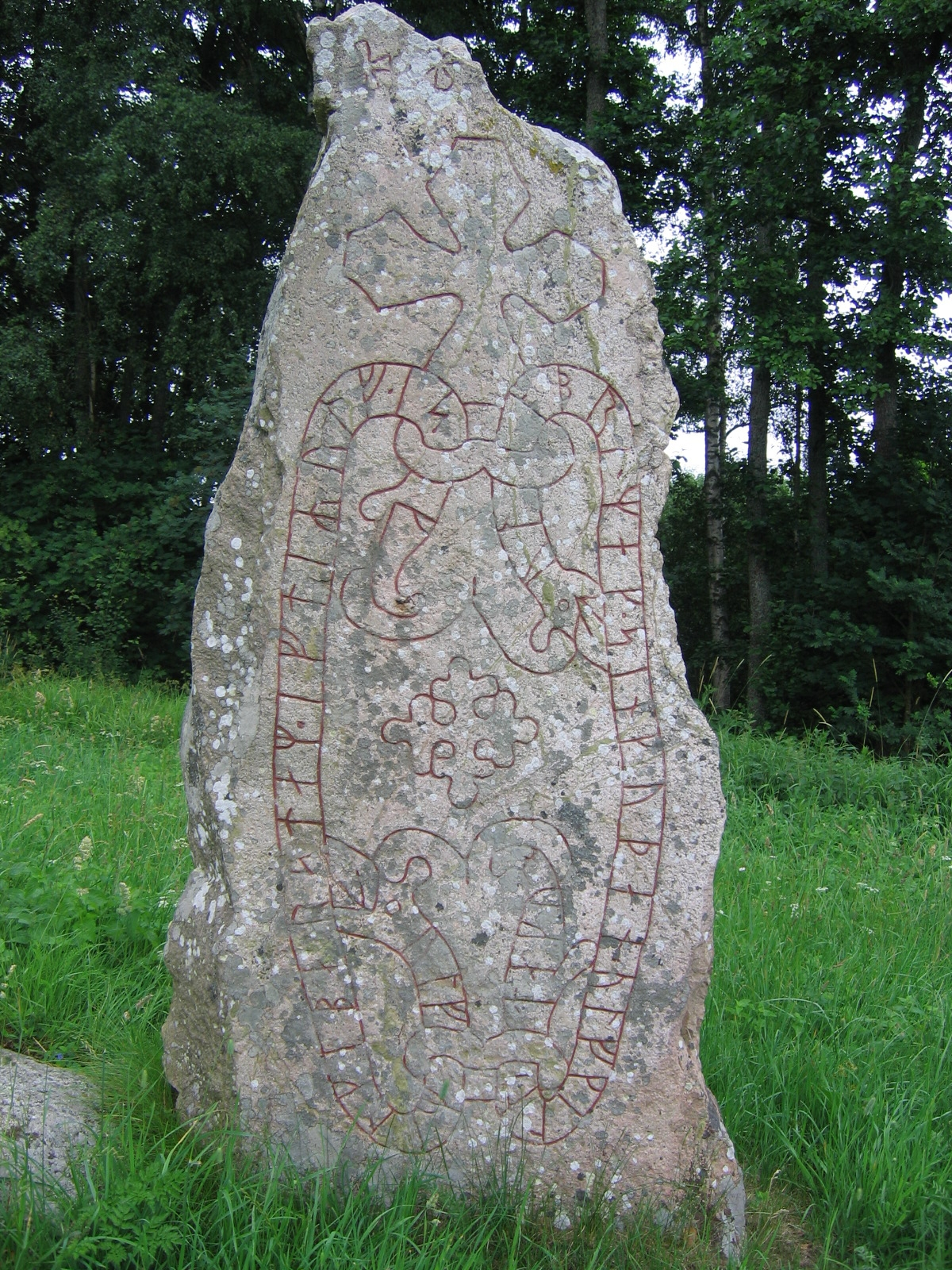
U 161.

Questa pietra runica fu eseguita da Ulfr di Báristaðir in memoria di Ulfr di Skolhamarr, suo parente acquisito, su richiesta dell'ultimo figlio di Ulf, Ulfke(ti)ll.

### Traslitterazione in caratteri latini
ulfR * iuk i barstam * iftiR * ulf * i skulobri * mak * sin * kuþan * ulfkil lit akua

### Trascrizione in norreno
UlfR hiogg i Baristam æftiR Ulf i Skulhambri, mag sinn goðan. Ulfkell let haggva.

### Traduzione in italiano
Ulfr di Báristaðir incise (la pietra) in memoria di Ulfr di Skolhamarr, suo buon parente acquisito. Ulfkell incise.